# Detroit Shock
O Detroit Shock foi um time de basquete feminino da Women's National Basketball Association (WNBA) baseado em Auburn Hills, Michigan. O time foi campeão das temporadas de 2003, 2006 e 2008. Em 20 de outubro de 2009, foi anunciado que o Shock seria relocado para Tulsa, Oklahoma com uma nova arena, a BOK Center. As jogadoras e a história do Shock permanceceria no nome Shock, mas as cores do time mudaram.